# Добра Сан-Томе и Принсипи
До́бра (порт. dobra) — валюта африканского государства Сан-Томе и Принсипи. Введена в обращение 2 июля 1977 года вместо эскудо.
1 января 2018 года в стране была проведена деноминация: 1000 старых добр (код ISO 4217 — STD) приравнены к одной новой (STN, символ — nDb). В обращение были выпущены новые монеты номиналом от 10 сентимо до 2 добр и банкноты от 5 до 200 добр. Старые денежные знаки находились в обращении параллельно с новыми с 1 января по 30 июня 2018 года, затем их можно обменять на новые: в коммерческих банках — до 30 сентября 2018 года, в Центральном банке — до 31 декабря 2019 года.

## Банкноты

### Банкноты образца 1993—2005 года
Банкноты в добрах старых серий выпуска после 1977 года до 31 декабря 2019 года являлись платёжным средством. В связи с деноминацией всё банкноты были заменены на купюры нового образца. 
| Банкноты центрального банка Сан-Томе и Принсипи I серии | Банкноты центрального банка Сан-Томе и Принсипи I серии | Банкноты центрального банка Сан-Томе и Принсипи I серии | Банкноты центрального банка Сан-Томе и Принсипи I серии | Банкноты центрального банка Сан-Томе и Принсипи I серии | Банкноты центрального банка Сан-Томе и Принсипи I серии | Банкноты центрального банка Сан-Томе и Принсипи I серии |
| Изображение                                             | Номинал (добр)                                          | Размеры (мм)                                            | Основные цвета                                          | Описание                                                | Описание                                                | Годы печати                                             |
| Изображение                                             | Номинал (добр)                                          | Размеры (мм)                                            | Основные цвета                                          | Лицевая сторона                                         | Оборотная сторона                                       | Годы печати                                             |
| ------------------------------------------------------- | ------------------------------------------------------- | ------------------------------------------------------- | ------------------------------------------------------- | ------------------------------------------------------- | ------------------------------------------------------- | ------------------------------------------------------- |
| Архивная копия от 13 февраля 2018 на Wayback Machine    | 500                                                     | н/д                                                     | розовый                                                 | портрет Рея Амадора, черепаха                           | водопад                                                 | 1993                                                    |
| Архивная копия от 8 ноября 2017 на Wayback Machine      | 1000                                                    | н/д                                                     | синий                                                   | портрет Рея Амадора, бананы                             | сборщик какао-бобов                                     | 1993                                                    |
| Архивная копия от 28 декабря 2016 на Wayback Machine    | 5000                                                    | 130×67                                                  | фиолетовый                                              | портрет Рея Амадора, обыкновенная иволга                | ферма                                                   | 1996 2004 2013                                          |
| Архивная копия от 27 декабря 2016 на Wayback Machine    | 10 000                                                  | 136×67                                                  | зелёный                                                 | портрет Рея Амадора, золотистая бронзовая кукушка       | речной пейзаж                                           | 1996 2004 2013                                          |
| Архивная копия от 28 декабря 2016 на Wayback Machine    | 20 000                                                  | 144×67                                                  | красный                                                 | портрет Рея Амадора, большеклювая иволга                | вид на город Санту-Антонью                              | 1996 2004 2010 2013                                     |
| Архивная копия от 28 декабря 2016 на Wayback Machine    | 50 000                                                  | 150×67                                                  | коричневый                                              | портрет Рея Амадора, мангровая альциона                 | здание Центрального банка в Сан-Томе                    | 1996 2004 2010 2013                                     |
| Архивная копия от 27 декабря 2016 на Wayback Machine    | 100 000                                                 | 150×67                                                  | голубой                                                 | портрет Франсишку Тенрейру, попугай                     | памятник Auto de Floripes в Санту-Антонью               | 2005 2010 2013                                          |